# Lezioni americane
Lezioni americane. Sei proposte per il prossimo millennio è un libro di Italo Calvino basato su una serie di lezioni preparate in vista di un ciclo di sei discorsi da tenere all'Università di Harvard per l'anno accademico 1985-1986. Fu pubblicato postumo nel 1988.

## Genesi
Invitato a tenere le lezioni nell'ambito delle prestigiose Charles Eliot Norton Poetry Lectures - intitolate al dantista e storico dell'arte americano Charles Eliot Norton - il ciclo era previsto per l'autunno del 1985 ma non si tenne a causa della morte improvvisa di Calvino avvenuta nel settembre 1985. Colpito da ictus il 6 settembre 1985, Calvino muore dopo tredici giorni. Alla sua morte, egli aveva terminato tutte le lezioni tranne l'ultima, la sesta.
Quando Calvino morì non aveva ancora pensato a un titolo italiano. La moglie Esther Judith Singer racconta che «aveva dovuto pensare prima al titolo in inglese, Six Memos for the Next Millennium, ed era il titolo definitivo». La prima edizione postuma uscì infatti in inglese. Il titolo Lezioni americane fu scelto dalla vedova. Esso deriva dal modo in cui Pietro Citati, che era solito visitare in quell'ultima estate lo scrittore ligure nella sua casa di Roccamare, aveva l'abitudine di chiedergli: «Come vanno le lezioni americane?» Il successo di vendite fu enorme.

## Contenuto
(da Italo Calvino, Lezioni americane, 1988)
Le Lezioni americane offrono appunti utili per orientarsi nelle trasformazioni che apparivano davanti ai suoi occhi. L'informatica dei suoi anni è ancora configurata all'ambito numerico; ma Calvino ci offre spunti che vanno ben al di là di queste applicazioni. In tutte le Lezioni Calvino sottolinea la sua predilezione per testi brevi. 
Inoltre, Calvino offre suggerimenti meno ovvi, come quello della scrittura come sistema di controllo. E, ancora, sottolinea l'importanza del ritmo, anche nelle narrazioni in prosa.
Ogni lezione prende spunto da un valore della letteratura che Calvino considerava importante e che considerava alla base della letteratura per il nuovo millennio. L'ordine delle lezioni non è casuale; segue, infatti, una gerarchia decrescente; si comincia dalla caratteristica più importante (la leggerezza) e si procede con la trattazione di quelle meno essenziali.
1. Leggerezza
2. Rapidità
3. Esattezza
4. Visibilità
5. Molteplicità
6. Coerenza (solo progettata)[5]

Ogni lezione può essere collegata, grosso modo, ad alcune delle opere più famose dell'autore: per esempio, il tema della leggerezza è affrontato in I nostri antenati; Il sentiero dei nidi di ragno è invece collegato alla rapidità. Procedendo in questo modo, si possono collegare l'Esattezza  a Le cosmicomiche e a Ti con zero; la Molteplicità a Se una notte d'inverno un viaggiatore, la Visibilità a Le città invisibili.
Innumerevoli, in ogni lezione, sono i rimandi ad autori e testi letterari della tradizione occidentale. Talvolta gli esempi citati sono dei più disparati, spaziano dal Medioevo alla contemporaneità, dalla letteratura americana a quella italiana, ma Calvino riesce a unirli in una trattazione sistematica e coerente, in cui il filo conduttore è determinato dalla caratteristica presa in esame.

## Edizioni
- Lezioni americane. Sei proposte per il prossimo millennio, quarta di copertina di Gian Carlo Roscioni, Collana Saggi blu, Milano, Garzanti, giugno 1988,  p. 121, ISBN 978-88-115-9815-2.
- Lezioni americane. Sei proposte per il prossimo millennio, Introduzione di Esther Calvino, a cura di Luca Baranelli, Collana Oscar. Opere di Italo Calvino, Milano, Mondadori, 1993,  pp. XLIII-141.
- Lezioni americane, Presentazione di Esther Calvino, Postfazione di Giorgio Manganelli, Collana Oscar Moderni, Milano, Mondadori, 2016,  pp. XLVI-151, ISBN 978-88-046-6837-4.